# Shafrira Goldwasser

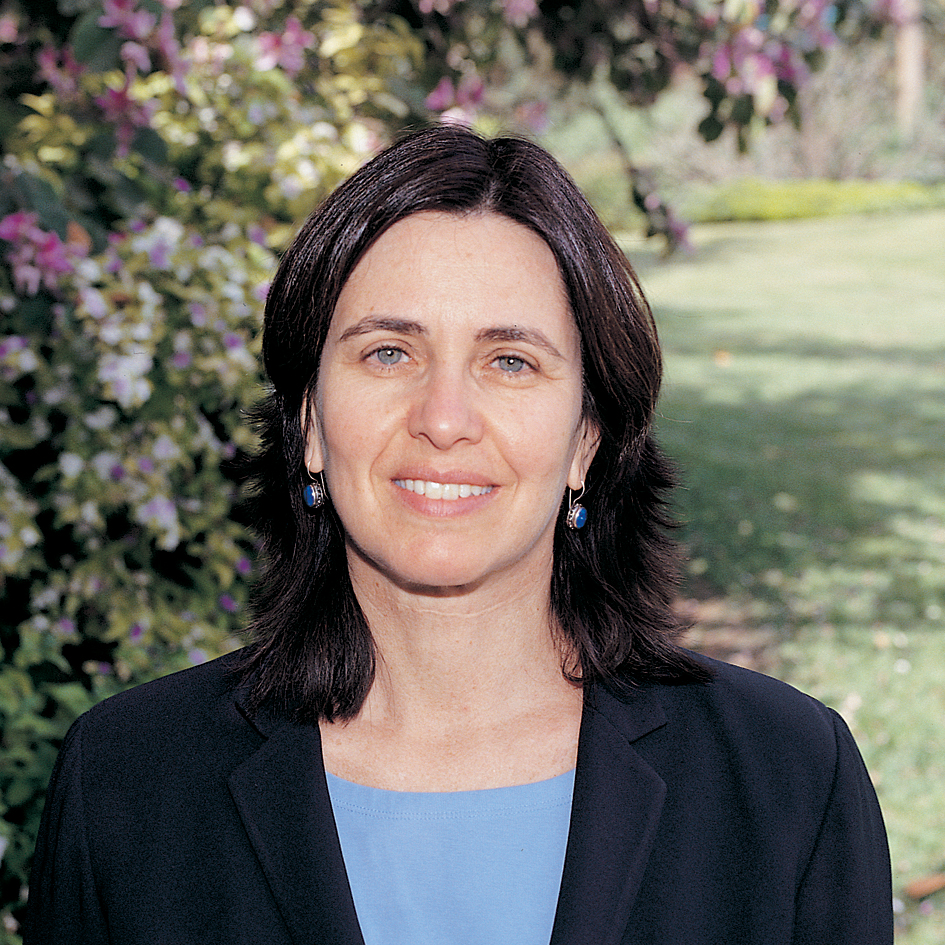
Shafrira Goldwasser

Shafrira „Shafi“ Goldwasser (hebräisch שפרירה גולדווסר; * 1958 in New York City) ist eine US-amerikanische Informatikerin.

## Leben
1979 erlangte sie den Bachelor-Grad in Mathematik an der Carnegie Mellon University, 1981 den Magister- und 1984 den Doktorgrad in Informatik an der UC Berkeley. 1983 kam sie zum MIT und wurde 1997 die erste Inhaberin der neuen RSA-Professur für Elektrotechnik und Informatik. Sie ist ein Mitglied der Theory of Computation Group am MIT Computer Science and Artificial Intelligence Laboratory. Außerdem ist sie Professorin für Informatik und angewandte Mathematik am Weizmann-Institut für Wissenschaften in Israel.

## Wirken
Goldwasser forscht über Komplexitätstheorie, Kryptographie und Algorithmische Zahlentheorie. Sie entwickelte 1986 gemeinsam mit Joe Kilian den nach beiden Autoren benannten, auf Elliptischen Kurven basierenden Primzahlnachweis. Sie ist (um 1982) die Miterfinderin der Zero-Knowledge-Beweise (sowie Interaktiver Beweissysteme in derselben Arbeit mit Charles Rackoff und Silvio Micali), die wahrscheinlichkeitstheoretisch und interaktiv die Gültigkeit einer Behauptung ohne Übermittlung zusätzlichen Wissens zeigen und ein Schlüsselwerkzeug beim Entwurf kryptographischer Protokolle sind. Zu ihren weiteren Beiträgen im Bereich der Kryptographie zählen die Mitentwicklung des Blum-Goldwasser-Kryptosystems und des GMR-Signaturverfahrens. Ihre Arbeiten in Komplexitätstheorie behandeln die Klassifizierung von Näherungsproblemen, wo sie zeigte, dass einige NP-schwere Probleme auch dann schwierig bleiben, wenn nur eine Näherungslösung gesucht wird.

## Auszeichnungen
Für ihre bahnbrechenden Ergebnisse wurde Goldwasser zweimal der Gödel-Preis in Theoretischer Informatik verliehen: Zuerst 1993 (für „The knowledge complexity of interactive proof systems“), und nochmals 2001 (für „Interactive Proofs and the Hardness of Approximating Cliques“), ihre Beteiligung am PCP-Theorem. Weitere Auszeichnungen sind der Grace Murray Hopper Award der ACM als herausragende Nachwuchs-Computerexpertin des Jahres 1996 sowie der RSA Award in Mathematics (1998) für herausragende mathematische Beiträge zur Kryptographie und der BBVA Foundation Frontiers of Knowledge Award (2017). 2002 hielt sie einen Plenarvortrag auf dem Internationalen Mathematikerkongress in Peking (Mathematical foundations of modern cryptography: computational complexity perspective) und 1990 war sie Invited Speaker auf dem ICM in Kyōto (Interactive proofs and applications).
2001 wurde sie in die American Academy of Arts and Sciences gewählt, 2004 in die National Academy of Sciences und 2005 in die National Academy of Engineering. Seit 2015 ist sie Mitglied der Israelischen Akademie der Wissenschaften und seit 2016 auswärtiges Mitglied der Russischen Akademie der Wissenschaften und 2023 in die Royal Society. 2015 wurde sie Ehrenmitglied der London Mathematical Society. 2012 erhielt sie den Turing Award. Für 2021 wurde ihr der UNESCO-L’Oréal-Preis zugesprochen, für 2023/24 der Harold Pender Award.

## Schriften
- mit Mihir Bellare: Lecture Notes on Cryptography, MIT (Vorlesungen, zuerst ab 1996), Online, 2008 (PDF; 1,5 MB)
- mit Daniele Micciancio: Complexity of Lattice Problems: A Cryptographic Perspective, The Springer International Series in Engineering and Computer Science 671, Springer 2002